# 保明村
保明村（ほうみょうむら）は、かつて新潟県南蒲原郡にあった村。

## 沿革
- 1889年（明治22年）4月1日 - 町村制施行に伴い南蒲原郡保明新田、石田新田が合併し、保明村が発足。
- 1901年（明治34年）11月1日 - 南蒲原郡田上村、羽生田村、横場村と合併し、田上村を新設して消滅。